# Arytera lautereriana
Arytera lautereriana là một loài thực vật có hoa trong họ Bồ hòn. Loài này được (Maiden) Radlk. mô tả khoa học đầu tiên năm 1924.